# Ataru Nakamura
Ataru Nakamura (中村 中, Nakamura Ataru) (Tóquio, 28 de junho de 1985) é uma cantora e atriz japonesa transgênero. Ficou conhecida pela música "Tomodachi no Uta". Seu primeiro lançamento foi o single Yogoreta Shitagi, em 2006. Também foi vocalista da banda Decays, formada por Die.

## Carreira
Começou a tocar piano aos dez anos e a escrever músicas aos quinze.

## Discografia

### Studio albums
| Título                                                      | Detalhes | Posição de pico nas paradas | Posição de pico nas paradas | Certificações |
| Título                                                      | Detalhes | JPN Oricon                  | JPN Hot Sales               | Certificações |
| ----------------------------------------------------------- | --- | --------------------------- | --------------------------- | ------------- |
| Ten Made Todoke (天までとどけ)                              | - Lançamento: 1 de janeiro de 2007 - Gravadora: Avex Trax - Formatos: CD, CD+DVD, donwload digital             | 26                          | —                           | - RIAJ: Ouro  |
| Watashi o Daite Kudasai (私を抱いて下さい)                  | - Lançamento: 5 de dezembro de 2007 - Gravadora: Avex Trax - Formatos: CD, CD+DVD, donwload digital            | 38                          | —                           |               |
| Ashita wa Haremasu Yō ni (あしたは晴れますように)           | - Lançamento: 25 de fevereiro de 2009 - Gravadora: Avex Trax - Formatos: CD, CD+DVD, donwload digital          | 59                          | 74                          |               |
| Shōnen Shōjo (少年少女に)                                   | - Lançamento: 22 de setembro de 2010 - Gravadora: Yamaha Music Communications - Formatos: CD, donwload digital | 65                          | 73                          |               |
| Kikoeru (聞こえる)                                          | - Lançamento: 18 de abril de 2012 - Gravadora: Yamaha - Formatos: CD, donwload digital                         | 76                          | 61                          |               |
| Sekai no Mikata (世界のみかた)                              | - Lançamento: 3 de setembro de 2014 - Gravadora: Imperial Records - Formatos: CD, 2CD+DVD, donwload digital    | 67                          | 52                          |               |
| Kyonen mo, Kotoshi mo, Rainen mo (去年も、今年も、来年も、) | - Lançamento: 18 de novembro de 2015 - Gravadora: Imperial - Formatos: CD, donwload digital                    | 106                         | 91                          |               |
| Rutsubo (るつぼ)                                            | - Lançamento: 5 de dezembro de 2018 - Gravadora: Imperial - Formatos: CD, CD+DVD, donwload digital             | 114                         | 89                          |               |
| Mijuku Mono (未熟もの)                                      | - Lançamento: 15 de janeiro de 2020 - Gravadora: Imperial - Formatos: CD, donwload digital                     | 89                          | 60                          |               |